# Traffic (vrachtwagenmerk)
Traffic is een vrachtwagenmerk uit de Verenigde Staten.
De fabriek werd in 1918 opgericht door de Traffic Motor Corporation. In 1919 kwam de eerste vrachtwagen op de markt: een auto met 1.75 ton laadvermogen. Later kwamen er ook nog auto’s met 2 en 3 ton laadvermogen uit.

## Opvallend
Traffic vrachtwagens zagen er opvallend uit doordat het merk de chassisbalken ook als bumper gebruikte. Ook waren de banden altijd massief. Pas een jaar voor het sluiten van de fabriek bracht Traffic auto's met luchtbanden op de markt. In 1929 sloot de fabriek.